# 11284 Belenus
11284 Belenus este o planetă minoră (asteroid) din Asteroid Amor. A fost descoperită pe 21 ianuarie 1990 la observatoire de la Côte d'Azur⁠(d) de Alain Maury⁠(d) și a fost numită după Belenus. 
Obiectul prezintă o orbită caracterizată de o semiaxă mare de 1,7399636 UAi, o excentricitate de 0,33753, o înclinație de 1,99293 ° în raport cu ecliptica.